# 豊通物流
豊通物流株式会社（とよつうぶつりゅう）は、豊田通商グループの倉庫業、運送業を主とする企業。1963年創業。1973年に豊田通商が全額出資し、子会社となった。

## 事業
2012年時点では、売上の約半分が自動車部品関連で、残りが化学品や金属などである。取引先ごとでは豊田通商向けが約7割、2割が同社の関連会社で、残り1割を外販が占める。

## 沿革
- 1963年
  - 3月 - 民成紡績株式会社（現・トヨタ紡織）全額出資により、資本金2,000万円で倉庫業・運送業を目的とし、セントラル倉庫株式会社として設立[1]
  - 8月 - 資本金を5,000万円に増資[1]
- 1973年
  - 2月 - 豊田通商が同社株式を全額引受ける[1]
  - 6月 - 豊田通商全額出資で資本金2億円に増資、社名を豊通倉庫株式会社に改称[1]
- 1990年10月 - 一貫物流体制を目指し、イメージアップを図るため、社名を豊通物流株式会社に改称[1]
- 2001年
  - 4月 - 通関業免許を取得[1]
  - 12月 - ISO 14001認証を取得[1]
- 2004年4月 - ISO 9001認証を取得[1]
- 2006年10月 - 株式会社ティーエムロジスティクスを合併[1]
- 2007年10月 - 三幸運輸株式会社を合併[1]
- 2011年
  - 3月 - AS 9120認証を取得[1]
  - 4月 - ホットライン国際輸送株式会社を合併し、熱線国際輸送（香港）有限公司を子会社化[1]
- 2015年10月 - AEO認定通関業者を取得[1]
- 2019年6月 - JIS Q 9100認証を取得[1]

## 関係会社
- 熱線国際輸送（香港）有限公司[1]
- 上海豊田通商物流有限公司[1]